# Лі Шань
Лі Шань (李鳝, 1686 —1762) — китайський державний службовець, поет та художник часів династії Цін, представник ґуртка «Вісім диваків з Янчжоу».

## Життєпис
Народився 1686 року у м. Сінхуа (провінція Цзянсу). Походив з впливової та багатої родини. У 1705 році успішно пройшов конкурс на нижчий рівень цивільних чиновників. У 1707 році Лі Шань переїздить до Пекіну і завдяки своїм навичкам у живопису був рекомендований на службу у Внутрішній курії імператора. Йому наказали малювати квіти в стилі інституту Жуй, але художника більше приваблювала манера роботи Гао Ціпея, чий експансивний стиль він хотів освоїти. Незабаром Лі Шань пішов зі своєї посади. У цього живописця була пристрасть до подорожей, і з часом його як художника стали впізнавати на ім'я. У 1752 році Лі Шань отримав посаду судді району Тен (провінція Шаньдун). Відносини з вищим начальством не складалися, і знову він залишив свій пост. Його головним захопленням завжди залишалися живопис і література. Останнє десятиліття свого життя Лі Шань провів в Янчжоу, заробляючи на життя живописом. Помер у 1762 році.

## Творчість
У всіх роботах Лі Шаня поєднуються живопис з поезією і каліграфією, створюючи єдине ціле. Його манера письма була вільна і не скута якимись рамками. Наслідуючи приклад Сунь Луна, який жив за часів династії Мін, зображував квіти в імпресіоністській, соковитій за кольором манері. Завдяки тому, що Лі надавав у своїх картинах велике значення різноманітності, вони виглядають багатше й елегантніше. Прикладом цього служить праця «Зображення квітки і рослини», яка виконана невеликою кількістю рисок.

## Поезія
Його вірші пов'язані із картинами. Головна тема усіх — це опис природи, зокрема квітів, бамбука, сосен. Виконані у вигляди чотиривіршів. Усі вони проникнуті ніжністю та витонченістю.